# Juan Bautista Pastor Aycart
Juan Bautista Pastor Aycart (Benejama, Alicante; 13 de octubre de 1849-ibíd.; 12 de diciembre de 1917) fue un médico y escritor español.
En 1874 fue nombrado Médico Titular de Benejama, cargo que desempeñó hasta su muerte en 1917. Aficionado a la literatura desde muy joven, escribió tanto en castellano como en valenciano, concurriendo a diversos certámenes poéticos, en los que consiguió más de un centenar de composiciones premiadas. Además, colaboró en periódicos de la época y publicó varios ensayos. Fue distinguido por el rey Alfonso XII con la Orden de Isabel la Católica.